# Filippo Juvara

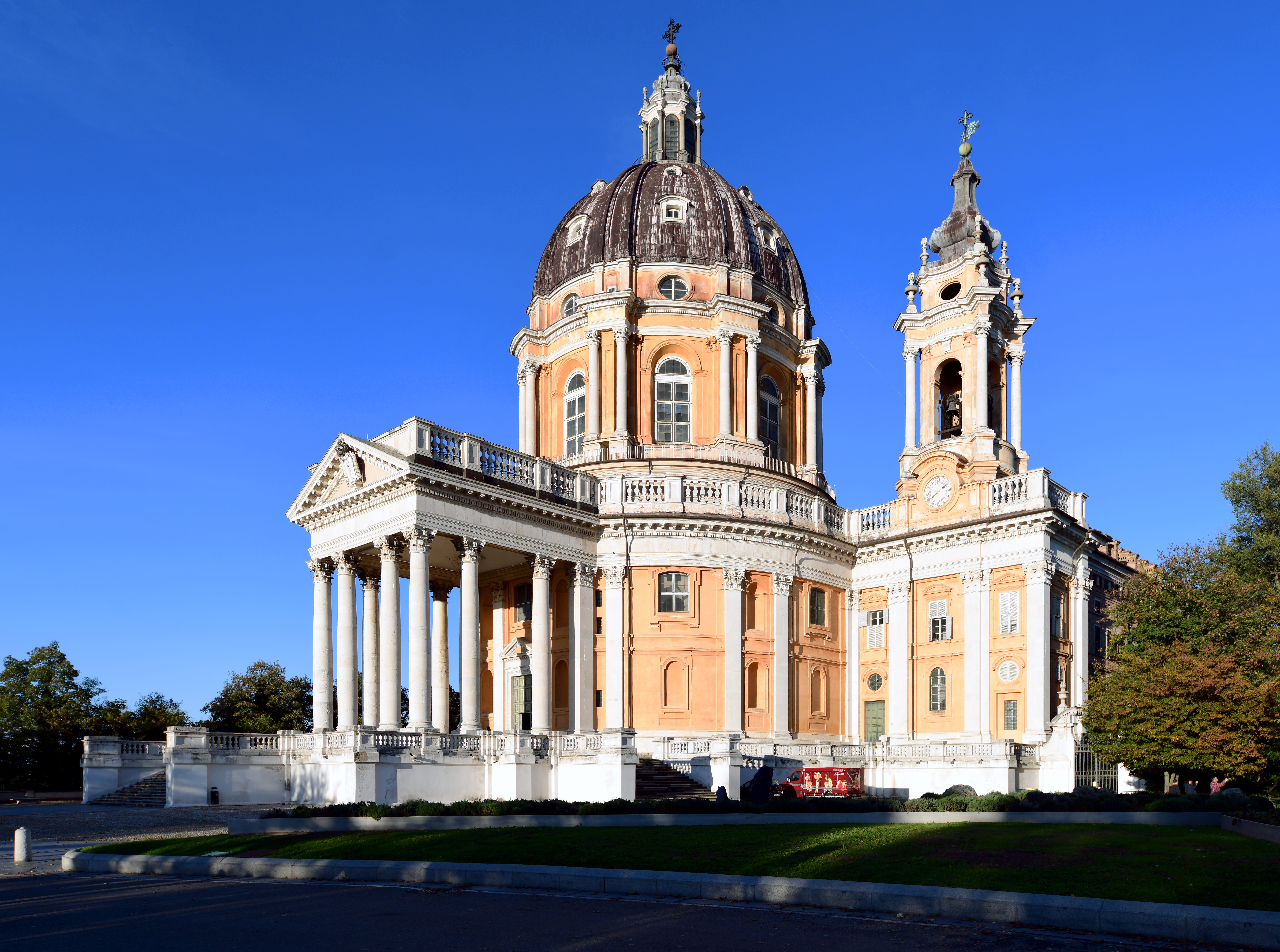
Opactwo Superga koło Turynu

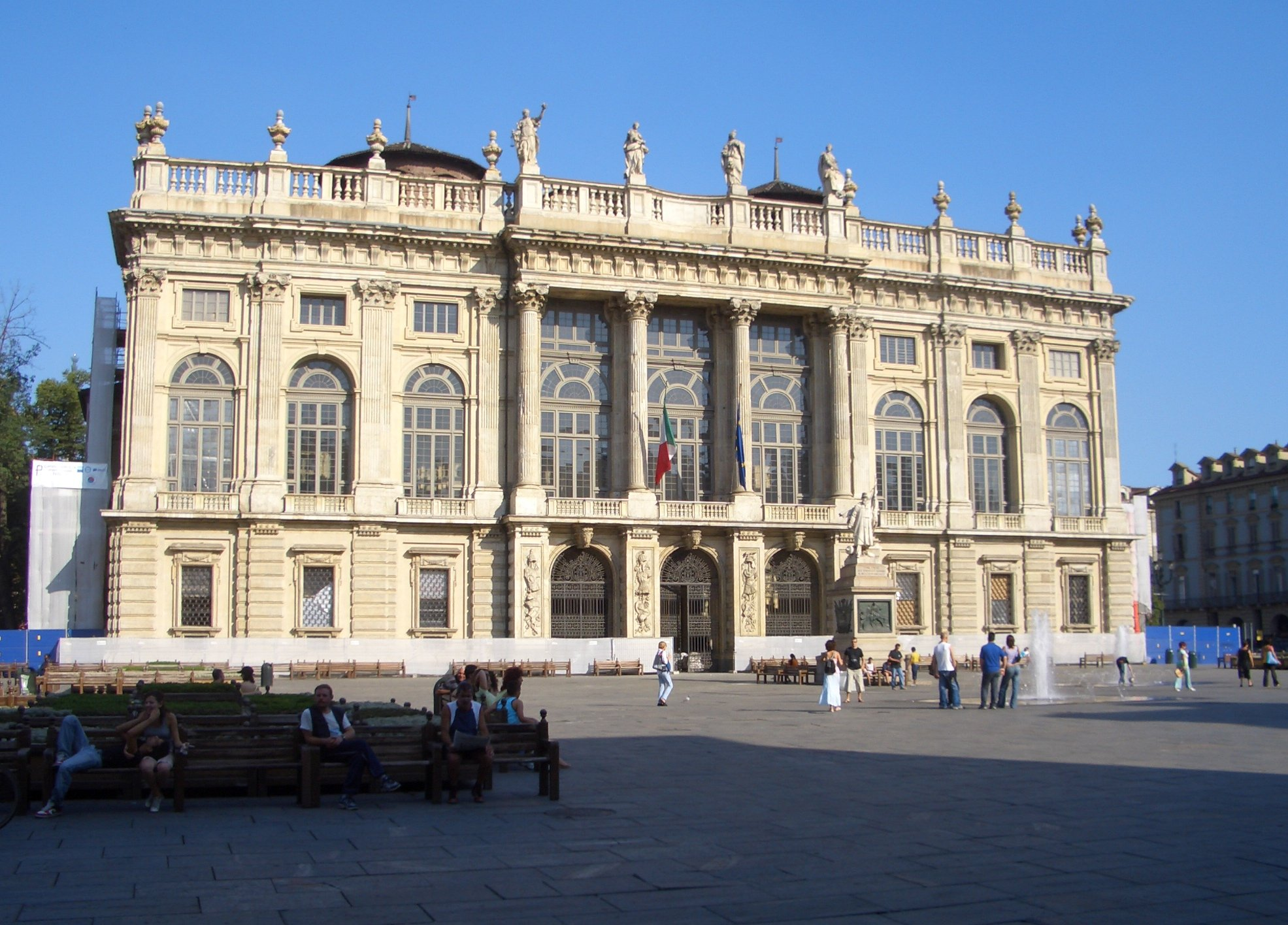
Pałac Madama

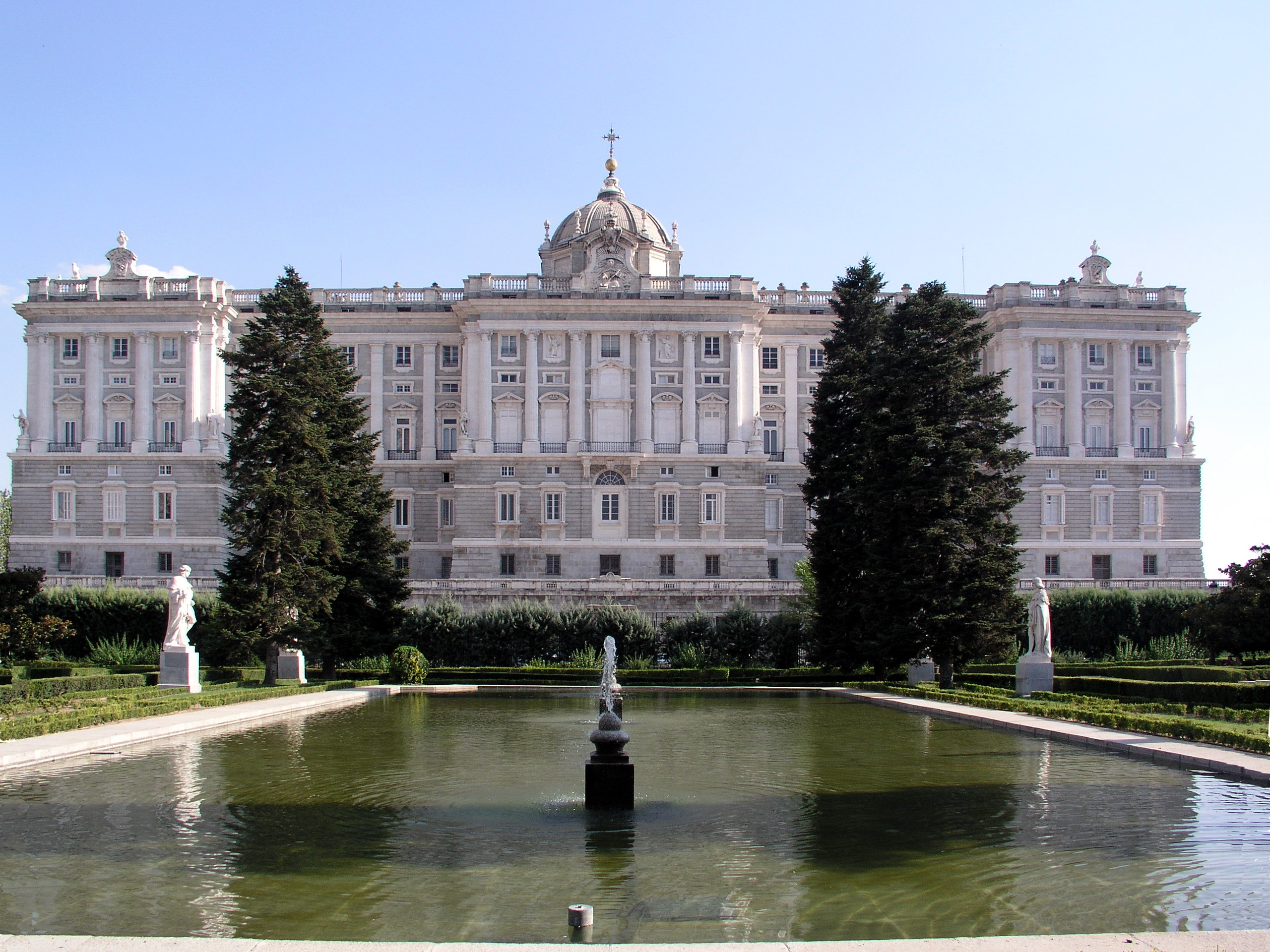
Pałac królewski w Madrycie projekt Filippo Juvary

Filippo Juvara (Filippo Juvarra)  (ur. 7 marca 1676 w Mesynie, zm. 11 stycznia 1736 w Madrycie – włoski architekt i rzeźbiarz.

## Życiorys
Uczeń Carlo Fontany.
Od 1714 piastował stanowisko nadwornego projektanta króla Wiktora Amadeusza II Sabaudzkiego w Turynie.
Tworzył w nurcie późnego baroku, zwłaszcza monumentalne budowle świeckie i sakralne.

## Projekty
Do najbardziej znanych dzieł Filippo Juvary zaliczamy:
- Pałac Venaria Reale (1714-1726)[2]
- Klasztor i kościół Superga koło Turynu (1715-1753)[2]
- S. Filippo Neri (1715)[2]
- Pałac Biorgio della Valle w Turynie (1716)[2]
- Santa Croce (od 1718)[2]
- Pałac Madama (1718-1721)[2]
- Pałac myśliwski Palazzina di caccia di Stupinigi koło Turynu (1729-1733)[2]
- Castello di Rivoli (1718-1721)[2]
- Pałac Richa di Corosolo (1730)[2]
- Pałac d'Orma (1730)[2]
- Fasada ogrodowa pałacu St. Ildefonso koło Segowii (od 1735)[2]
- Pałac Królewski w Madrycie[1][2]
- Poczwórna kopuła katedry w Como (1744)[3]